# Les Visiteurs du Nouvel An
 (juin 2020).
Si vous disposez d'ouvrages ou d'articles de référence ou si vous connaissez des sites web de qualité traitant du thème abordé ici, merci de compléter l'article en donnant les références utiles à sa vérifiabilité et en les liant à la section « Notes et références ».
Les Visiteurs du Nouvel An est une émission pour la jeunesse de la télévision française créée par Christophe Izard et diffusée en direct sur TF1 du 31 décembre 1975 jusqu'en 1982 pendant les vacances scolaires de Noël, tous les après-midi entre 13h30 et 15h30.
Elle est la déclinaison de l'émission Les Visiteurs du mercredi.

## L'émission
L'émission pour la jeunesse Les Visiteurs du mercredi se transformaient, pour les fêtes de fin d’année, en Les Visiteurs de Noël le mercredi 24 décembre et en Les Visiteurs du Nouvel An le mercredi 31 décembre, chaque année jusqu'en 1982.